# Hylodesmum lancangense
Hylodesmum lancangense là một loài thực vật có hoa trong họ Đậu. Loài này được (Y.Y. Qian) X.Y. Zhu & H. Ohashi mô tả khoa học đầu tiên năm 2003.